# Stadio Chapou
Lo stadio Chapou (o stadio Jacques-Chapou) era uno stadio di Tolosa, costruito nel 1922 e utilizzato per il calcio, per il rugby a 13 e per il rugby a 15. Dal 1937 al 1950 vi giocò il Toulouse Football Club.
Era chiamato Stadio del T.O.E.C. prima della seconda guerra mondiale, poi Stadio Général Huntziger durante la guerra. Alla fine del conflitto venne infine intitolato a Jacques Chapou (1909-1944), eroe della Resistenza francese.
Vi vennero disputati anche due incontri del campionato mondiale di calcio 1938, oltre che le finali del campionato francese di rugby a 13 del 1950-51 e del 1951-52. Lo stadio fu demolito nel 1965 e sostituito dalla cittadella universitaria Chapou, tuttora esistente.

## Incontri del campionato mondiale di calcio 1938
| Data          | Squadra #1 | Risultato | Squadra #2 | Fase                           | Paganti |
| ------------- | ---------- | --------- | ---------- | ------------------------------ | ------- |
| 5 giugno 1938 | Cuba       | 3-3       | Romania    | Ottavi di finale               | 6 500   |
| 9 giugno 1938 | Cuba       | 2-1       | Romania    | Ottavi di finale (ripetizione) | 7 600   |